# La Jana
La Jana – gmina w Hiszpanii, w prowincji Castellón, we wspólnocie autonomicznej Walencja, o powierzchni 19,5 km². W 2011 roku liczyła 757 mieszkańców.